# Georges Azéma
Pour les articles homonymes, voir Azéma.
Georges Azéma est un écrivain et historien français du XIXe siècle, né François Paul Étienne Georges Azéma le 4 mai 1821 à Saint-Denis (La Réunion) où il est mort le 9 mai 1864,. 

## Biographie
Originaire de La Réunion, il a surtout travaillé sur l'histoire de La Réunion et est d'ailleurs l'auteur d'une célèbre Histoire de l'île Bourbon depuis 1643 jusqu'au 20 décembre 1848. Fils d'Étienne Azéma, conseiller à la Cour royale, puis délégué de Bourbon auprès du Ministre de la marine en avril 1831, il est le père d'Henri Azéma, célèbre médecin réunionnais. Il est greffier de la Justice de paix, conseiller municipal et membre de la chambre consultative d'agriculture.
Il est rédacteur en chef des journaux l'Hebdomadaire puis du Nouveau Colon.

## Ouvrages
- Histoire de l'île Bourbon depuis 1643 jusqu'au 20 décembre 1848, chez Henri Plon, Paris, 1862.
- Noella, 1864.

## Pour approfondir